# Chassy, Yonne
Chassy är en kommun i departementet Yonne i regionen Bourgogne-Franche-Comté i norra Frankrike. Kommunen ligger i kantonen Aillant-sur-Tholon som tillhör arrondissementet Auxerre. År 2022 hade Chassy 475 invånare.

## Befolkningsutveckling
Antalet invånare i kommunen Chassy
| Referens: INSEE |